# Dark Souls III
A Dark Souls III  a FromSoftware  és Bandai Namco Entertainment által, PlayStation 4, Xbox One és Microsoft Windows platformokra fejlesztett akció-szerepjáték. A Souls sorozat harmadik részét 2016 márciusában Japánban, majd 2016 áprilisában világszerte adták ki.
A Dark Souls III  kritikusoknál és kereskedelmileg is sikeres volt. Ez volt a leggyorsabban eladott játék Bandai Namco történetében, több mint hárommillió példányban szállítottak világszerte két hónappal megjelenés után. 2017 áprilisában jelent meg egy teljes verzió, amely tartalmazza az alapjátékot és letölthető tartalmi bővítést, a Dark Souls III: The Fire Fadest.

## Játékmenet
A Dark Souls III egy TPS ( third person nézet) , hasonlóan a sorozat korábbi részeihez. A vezető rendező és a sorozatgyűjtő Hidetaka Miyazaki szerint a játék játéktervezése a Dark Souls II-t szorosan követi. A játékosok különféle fegyverekkel vannak felszerelve, hogy harcoljanak az ellenségekkel, például íjakkal, dobható tárgyakkal, kardokkal pajzsokkal és varázsbotokkal. A pajzsok másodlagos fegyverként működhetnek, de főként az ellenség támadásainak kivédésére szolgálnak, hogy  megvédjék  a játékosokat a sérülésektől. Emellett a támadások kikerülhetőek azzal, hogy arrébb bukfencezünk.
Visszatérnek a máglyák az előző részekből. Ezek úgynevezett "checkpointok"  A hamu Miyazaki szerint fontos szerepet játszik a játékban.
Ebben a részben mágiát is alkalmazhatunk, melyek FP(focus pointból) mennek. Minden varázslat használatakor fogynak ezek a pontok.  A Dark Souls III-ban a játékosoknak több és nagyobb mozgásterük van, kiegészítve új mozdulatokkal és páncél tipusokkal. Ez által még dinamikusabb a játék, és a játékosok jobban ki tudják élni az új páncélok adta élményeket.
A játék során a játékosok különböző típusú ellenségekkel találkozhatnak, mindegyikük eltérő viselkedéssel. A harcok során néhány ellenség megváltozik, ezzel is nehezítve a játékmenetet. Minden ellenfélnek megvan a taktikája, hogy hogyan kell megölni.
A Dark Souls III-ban minden fegyver és pajzs saját képességgel rendelkezik, amely egyedi támadásokat enged végrehajtani. A játék nagyobb hangsúlyt fektet a szerepjátékra; a bővített karakterkészítő és a továbbfejlesztett fegyverek több taktikai lehetőséget biztosítanak a játékosnak. A játék alap tere kisebb, mint elődjéé, de az ezekben található helyek nagyobbak és részletesebbek. A játék multipayer  elemeket tartalmaz, mint a sorozat korábbi játékai.

## Történet
A játék alapfelállása az, hogy a tűz ( a játék fő szimbóluma)  kezd kialudni, így újra szükség van a Parázs Uraira, hogy összekössék azt. (linking the fire)
Aldrich, Az Abyss Watchers, Yhorm az óriás , Ludleth a Száműzött, Lothric és Lorian herceg elhagyták trónjaikat. (az Urak)
Azonban a Urak  nem tértek vissza a trónjaikhoz, ahol ezt meg kellett volna tenniük (egyet kivéve az ötből), ezzel elárulták a tüzet. Ekkor van szükség ránk, a sírunkból feltámadt, "Unkindled One"-ra, hogy legyőzzük őket, és visszahelyezzük a fejüket a trónjaikra. Ott elismernek minket méltó örökösként, és nekünk kell majd összekötni a tüzet, hogy ne boruljon ismét sötétségbe a világ.
"A tűz kialszik, a Urak pedig trón nélkül maradnak
Amikor a tűz összeköttetése veszélyben van, megszólal a harang
Feltámasztva az öreg Hamuk Urait a sírjaikból (...)
De a valóságban az Urak elhagyták a trónjaikat
És az Unkindled felemelkedik (...)"

## Fogadtatás
A Dark Souls III "megfelelő" véleményeket kapott az, a Metacritic-től, és dicséretet adott a játék vizuális és harci mechanikájának, emlékeztetve az értékelőket annak gyorsabb ütemű hasonlóságára FromSoftware korábbi játékáról a  Bloodborneról. Chloi Rad az IGN-től 10-ből 9,5-re értékelte a játékot, és azt állította, hogy „Ha a Dark Souls 3 valóban a sorozat utolsó része, akkor ez egy méltó befejezés.” Rich Stanton az Eurogamer-től "alapmű"ként minősítette a játékot, "mesésnek" nevezte. Steven Strom az Ars Technica- tól azt írta, hogy úgy gondolja, hogy a cím még mindig "sima és lenyűgöző megjelenést mutatott a sorozat, méltó folytatása a sorozatnak. " Simon Parkin a The Guardian- tól 5-ből 5-öt adott a játéknak, és azt írta, hogy míg a Dark Souls III "talán nem rendelkezik az első Souls újdonságával", ez volt a sorozat "legjobb és legkerekebb munkája".

| Év   | Díjverseny                  | Kategória                      | Eredmény  |
| ---- | --------------------------- | ------------------------------ | --------- |
| 2016 | Golden Joystick Awards 2016 | A legjobb vizuális tervezés    | jelölve   |
| 2016 | Golden Joystick Awards 2016 | A legjobb multiplayer játék    | jelölve   |
| 2016 | Golden Joystick Awards 2016 | A legjobb játék moment         | jelölve   |
| 2016 | Golden Joystick Awards 2016 | Az év játékai                  | megnyerte |
| 2016 | 21. Satellite Awards        | Kiemelkedő akció / kalandjáték | megnyerte |
| 2016 | The Game Awards 2016        | A legjobb szerepjáték          | jelölve   |

## Eladások
Japánban  PlayStation 4-re   több mint 200 000 példány került eladásra  az első két hétben. A Bandai Namco Entertainment America által kiadott leggyorsabban forgalmazott videójáték lett a vállalat történetelmében . 2016. május 10-én Bandai Namco bejelentette, hogy a Dark Souls III három millió teljes példányt szállított világszerte, 500 000 Japánban és Ázsiában, 1,5 millió Észak-Amerikában és egy millió Európában. Azt is jelentették, hogy a Dark Souls III volt a legjobb értékesítési szoftver Észak-Amerikában a kiadás hónapjában.

## Gépigény
| Minimális gépigény |                                                         | Ajánlott gépigény |                                                         |
| ------------------ | ------------------------------------------------------- | ----------------- | ------------------------------------------------------- |
| CPU                | Intel Core i3-2100 / AMD® FX-6300                       | CPU               | Intel Core i7-3770 / AMD® FX-8350                       |
| RAM                | 4 Gigabyte                                              | RAM               | 8 Gigabyte                                              |
| GPU                | NVIDIA GeForce GTX 750 Ti / ATI Radeon HD 7950          | GPU               | NVIDIA GeForce GTX 970 / ATI Radeon R9 series           |
| DX                 | Ver.11                                                  | DX                | Ver.11                                                  |
| OP. rendszer       | Windows 7 SP1 64bit, Windows 8.1 64bit Windows 10 64bit | OP.rendszer       | Windows 7 SP1 64bit, Windows 8.1 64bit Windows 10 64bit |
| Szabad Tárhely     | 25 Gigabyte                                             | Szabad Tárhely    | 25 Gigabyte                                             |
| Hang               | Direct X 11                                             | Hang              | Direct X 11                                             |

## Fejlesztés
A játék fejlesztése 2013 közepén kezdődött, mielőtt a Dark Souls II kiadása elkezdődött volna, melynek fejlesztését Tomohiro Shibuya és Yui Tanimura kezelte a sorozatkészítő, Hidetaka Miyazaki helyett. A játékot a Bloodborne mellett fejlesztették ki, de két főleg különálló csapat kezelte. Miyazaki visszatért a közvetlen Dark  Souls III-hoz annak ellenére, hogy Miyazaki eredetileg úgy gondolta, hogy a sorozatnak nem lesz több folytatása. A Dark Souls sorozat negyedik részévé válna. Miyazaki később hozzátette, hogy a játék nem lesz az utolsó játék a sorozatban, és inkább a franchise és a stúdió „fordulópontjaként” szolgálna, mivel ez volt a legutóbbi FromSoftware projektje, mielőtt Miyazaki lett a cég elnöke. A játék több screenshotját kiszivárogtatták az Electronic Entertainment Expo 2015 első bemutatása előtt. A játék menetét először augusztusban a Gamescom 2015-ön  mutatták be. Kiadtak egy próbaverziót, amely lehetővé tette a Bandai Namco által kiválasztott játékosoknak, hogy teszteljék a játék hálózati funkcióit a kiadás előtt, ez 2015 októberében állt rendelkezésre három napig.
A játéknak három különböző kiadása van a vásárlók számára, amelyek mindegyike drágább, mint az alapjáték. A játékot előre  megrendelt játékosok automatikusan kaptak egy frissitést, mely a játékot az Apocalypse Editionre váltja, ez  a játék eredeti hangsávjával rendelkezik. A Collector's Edition olyan fizikai tárgyakat  tartalmaz, mint a Red Knight figura, egy artbook, és  egy új térkép és egy különleges csomagolás. A Prestige Edition a The Collector's Edition összes tartalmát tartalmazza, de van egy további Cinder gyanta figura is, amelyet össze lehet rakni  a Red Knight figurával.
A játék első letölthető tartalmát (DLC) az Ashes of Ariandel címmel 2016. október 24-én adták ki. A második és utolsó DLC-t, a The Ringed Cityt 2017. március 28-án adták ki. Mindkét DLC új helyet, új szörnyeket, páncélt és fegyvert adott hozzá a játékhoz. A teljes verzió, amely az alapjátékot és a két DLC-t tartalmazza; Dark Souls III: The Fire Fades névvel adták 2017. április 21-én.

## Könyvek
- Dark Souls: Beyond the Grave
- Dark Souls Cover Collection
- Dark Souls II: Design Works
- Dark Souls III Official Strategy Guide
- Dark Souls Trilogy Compendium
- You Died: The Dark Souls Companion